# Lola Höller

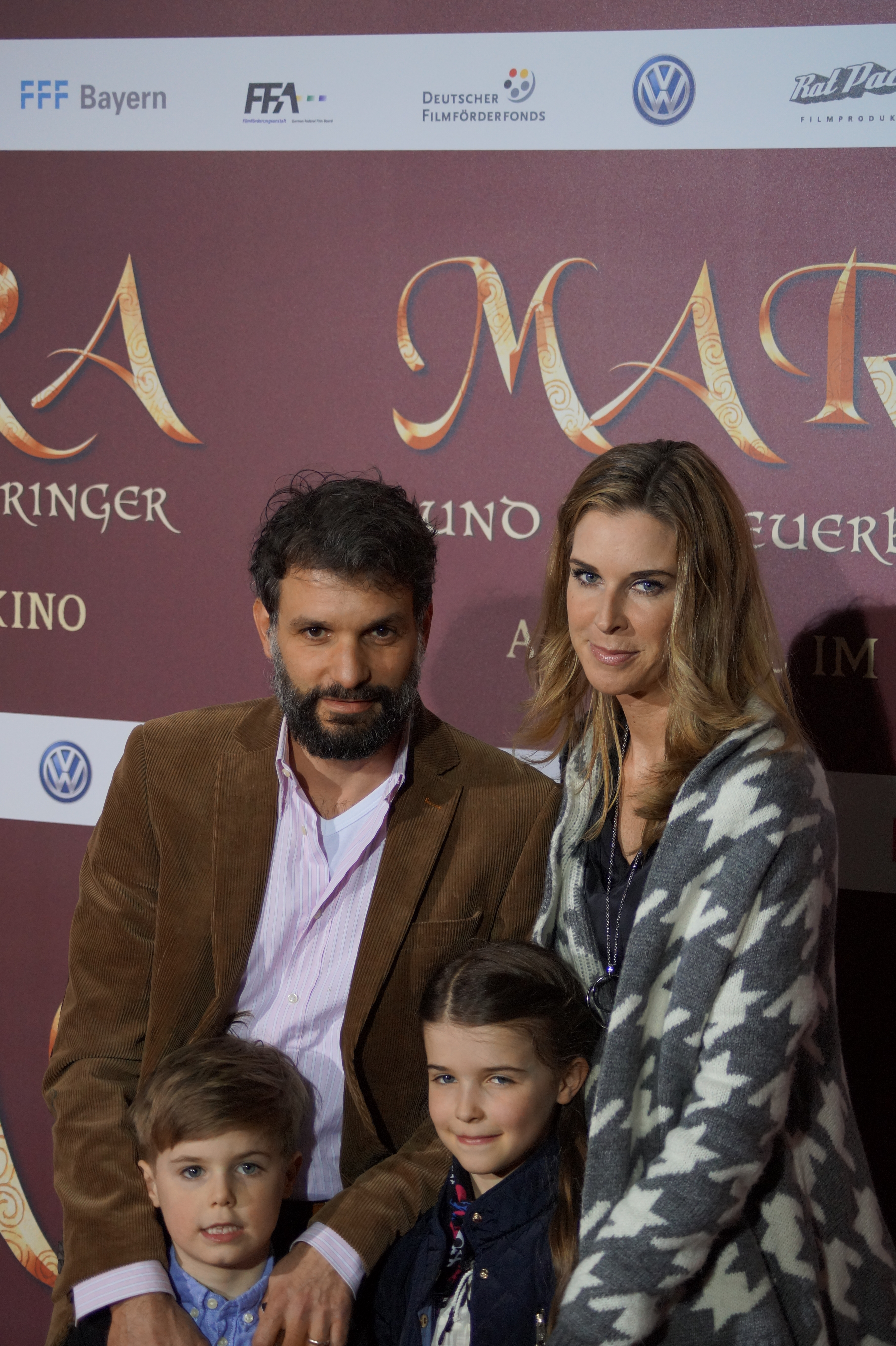
Lola Höller mit ihren Eltern und ihrem Bruder (Foto von 2015)

Lola Höller (* 30. September 2006) ist eine deutsche Schauspielerin.

## Leben
Lola Höller ist die Tochter des Schauspielers Luca Zamperoni und der Filmproduzentin und Drehbuchautorin Simone Höller. Seit 2017 erhält sie Unterricht an der Schauspielschule TASK für Kinder und Jugendliche in Köln. Erste Rollen in Film und Fernsehen bekam sie 2019.

## Filmografie
- 2019: Zu weit weg
- 2019: Was wir wussten – Risiko Pille
- 2019: Bettys Diagnose – Abschied
- 2020: Sterben können wir später
- 2020: Kreuzfahrt ins Glück – Hochzeitsreise nach Tirol
- 2021: Nestwochen
- 2022: Bettys Diagnose – Findelkind
- 2022: Bettys Diagnose – Liebestest
- 2023: Sterben ist auch keine Lösung
- 2023: Tatort: Das geheime Leben unserer Kinder
- seit 2023: Einspruch, Schatz! (Fernsehreihe)
  - 2023: Ein Fall von Liebe
  - 2023: Unter Vätern
  - 2025: Überraschungsgäste
  - 2025: Herzenswünsche
  - 2025: Schwesterherz